# Tancos
Tancos é uma povoação portuguesa sede da Freguesia de Tancos do município de Vila Nova da Barquinha, freguesia com 1,56 km² de área e 190 habitantes (censo de 2021), tendo, por isso, uma densidade populacional de 121,8 hab./km².
Foi vila e sede de concelho até ao início do século XIX. Era constituído apenas por uma freguesia e tinha, em 1801, 708 habitantes.
Situado na freguesia de Praia do Ribatejo o apeadeiro ferroviário de Tancos, integrado na linha da Beira Baixa, avista-se o castelo de Almourol, serve as freguesias de Tancos e da Carregueira.
A nascente da ribeira de Tancos a malha urbana da localidade de Tancos situa-se na freguesia contígua, de Praia do Ribatejo. 
Obteve uma elevada exposição mediática a partir de 2017, no seguimento do Caso dos Paióis de Tancos.

## Demografia
A população registada nos censos foi:
| Distribuição da População por Grupos Etários | Distribuição da População por Grupos Etários | Distribuição da População por Grupos Etários | Distribuição da População por Grupos Etários | Distribuição da População por Grupos Etários |
| -------------------------------------------- | -------------------------------------------- | -------------------------------------------- | -------------------------------------------- | -------------------------------------------- |
| Ano                                          | 0-14 Anos                                    | 15-24 Anos                                   | 25-64 Anos                                   | > 65 Anos                                    |
| 2001                                         | 40                                           | 32                                           | 159                                          | 64                                           |
| 2011                                         | 24                                           | 22                                           | 132                                          | 65                                           |
| 2021                                         | 15                                           | 17                                           | 103                                          | 55                                           |

## Património

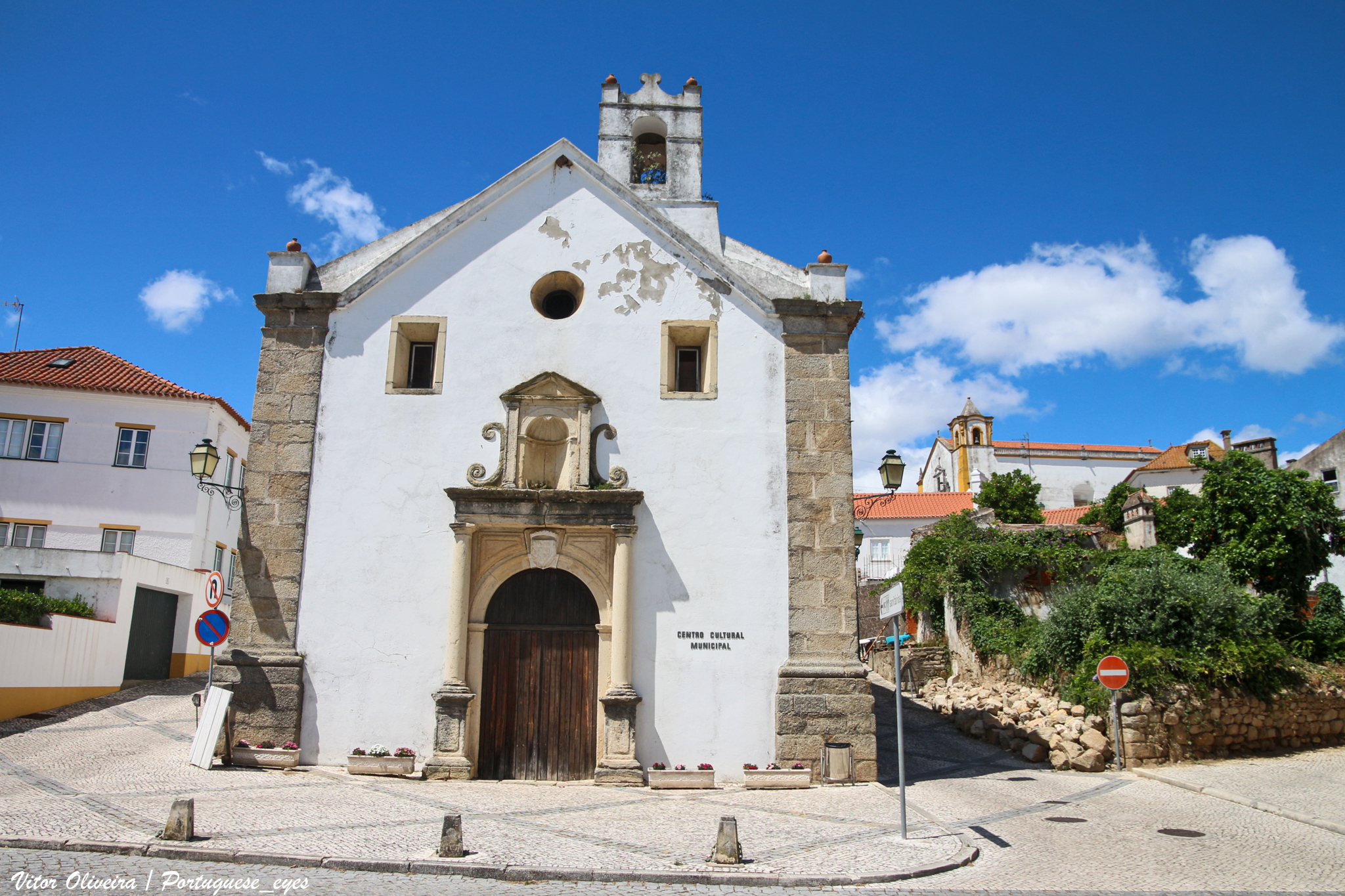
A construção da Igreja da Misericórdia de Tancos foi patrocinada pelo Conde de Atalaia, D. Francisco Manuel de Ataíde, em 1585.

- Igreja de Nossa Senhora da Conceição ou Igreja Matriz de Tancos
- Igreja da Misericórdia de Tancos
- Campo da bola, Estádio onde a União Desportiva de Tancos disputa os seus jogos em casa

## Polígono de Tancos
Atualmente, Tancos tem grande visibilidade pela proximidade e importância da actividade militar e turística do Polígono Militar de Tancos - é hábito identificar simplesmente pelo nome de Tancos, onde se localizam o Castelo de Almourol e várias unidades militares, nomeadamente o Regimento de Engenharia nº 1, a Brigada de Reacção Rápida e o Regimento de Paraquedistas, situados na área geográfica da Freguesia da Praia do Ribatejo.

## Galeria

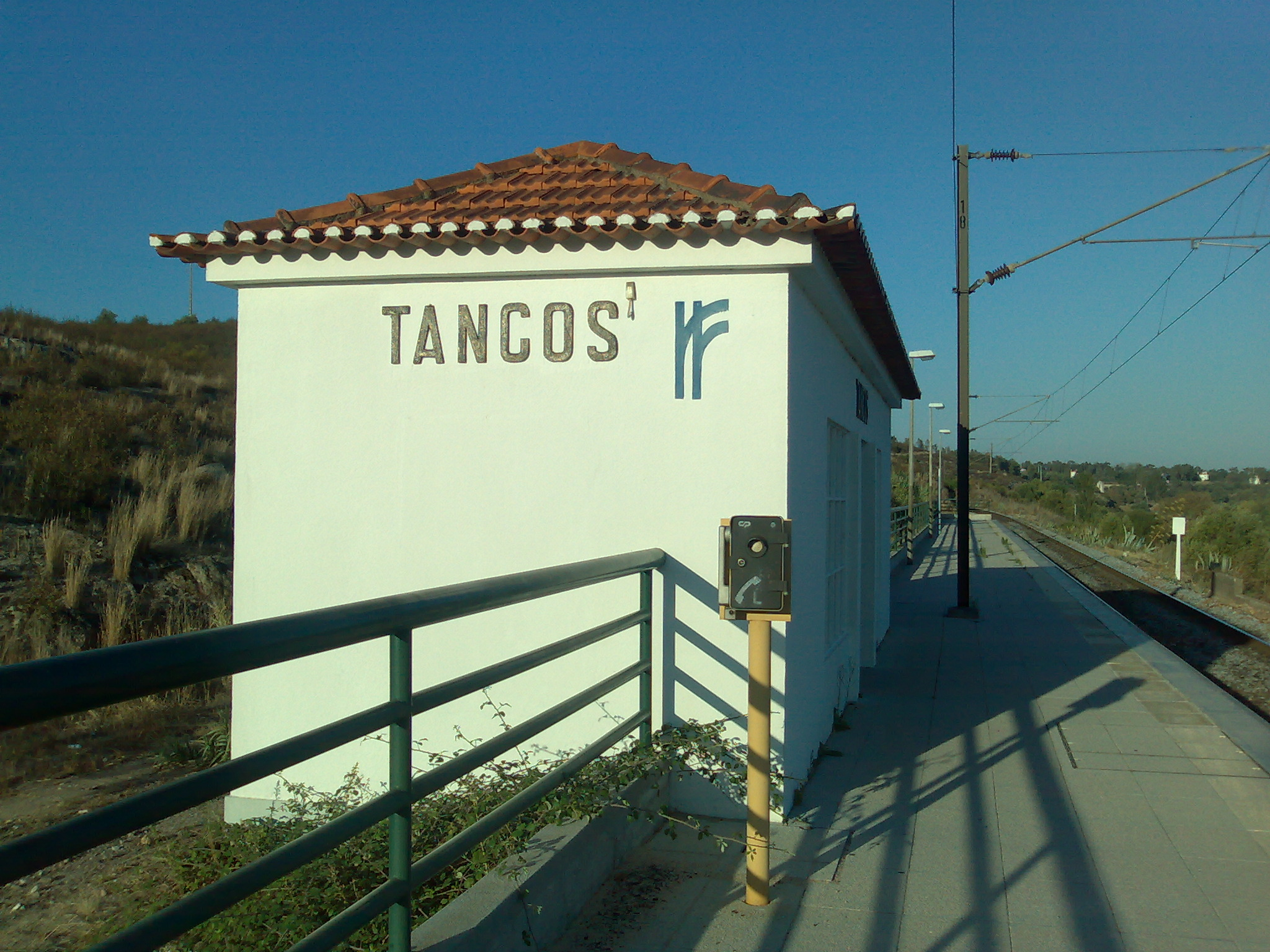
Apeadeiro ferroviário de Tancos
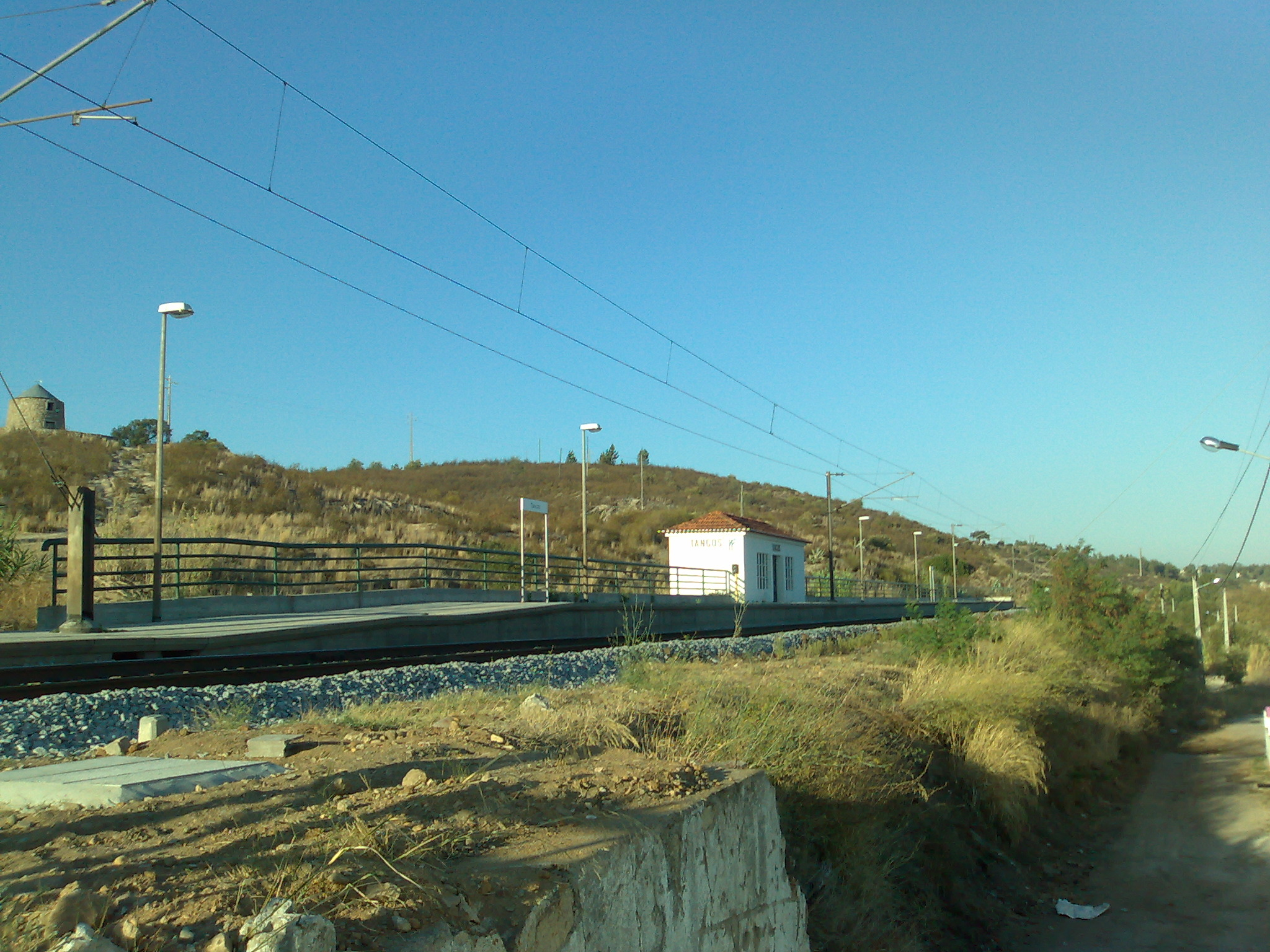
Apeadeiro ferroviário de Tancos, ao longe
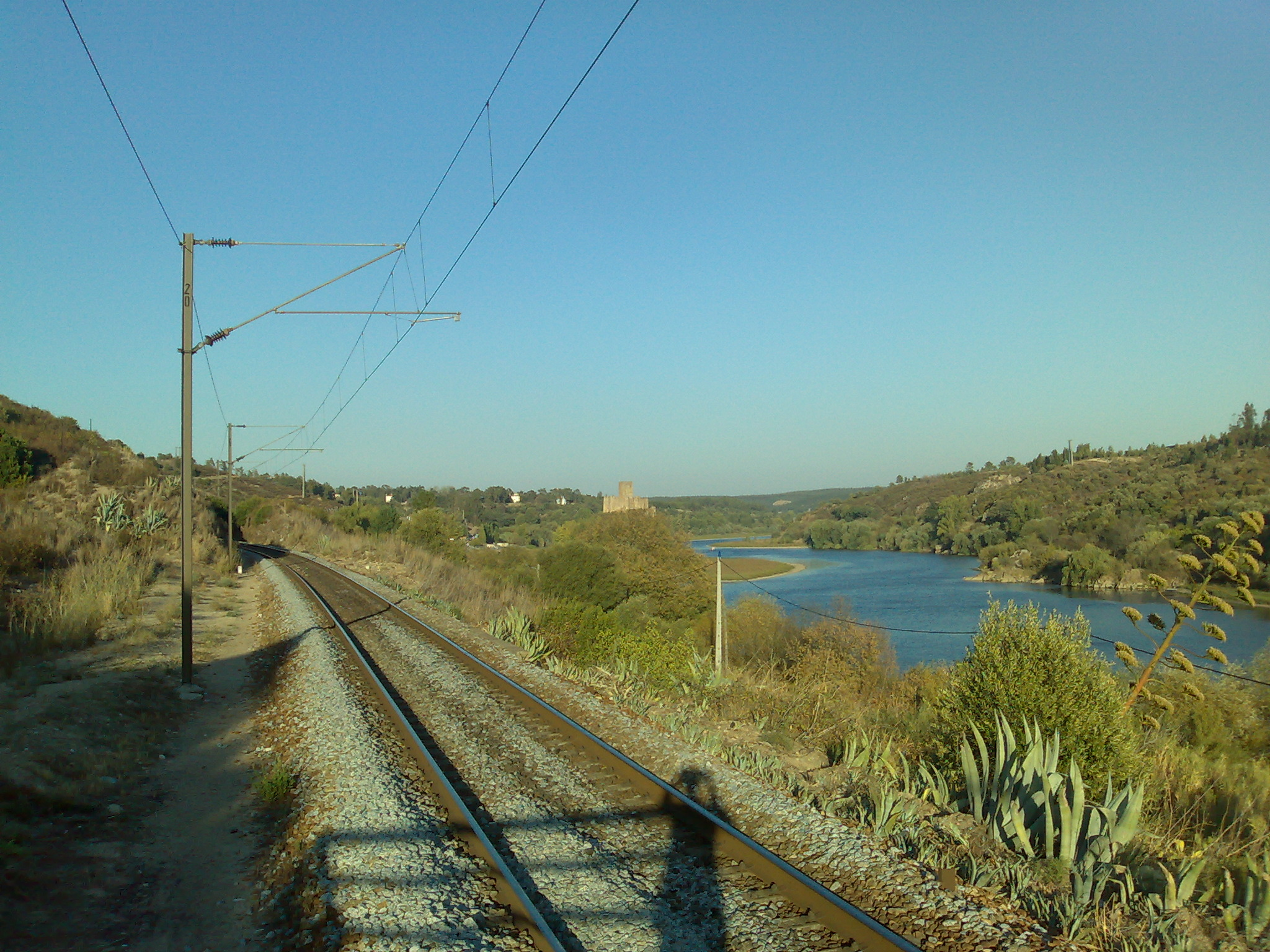
Vista do apeadeiro de Tancos para o castelo de Almourol